# Dargikowo
Dargikowo est une localité polonaise de la gmina rurale et du powiat de Białogard en voïvodie de Poméranie-Occidentale. Elle se trouve à environ à 110 km au nord-est de Szczecin, la capitale régionale. 

## Géographie

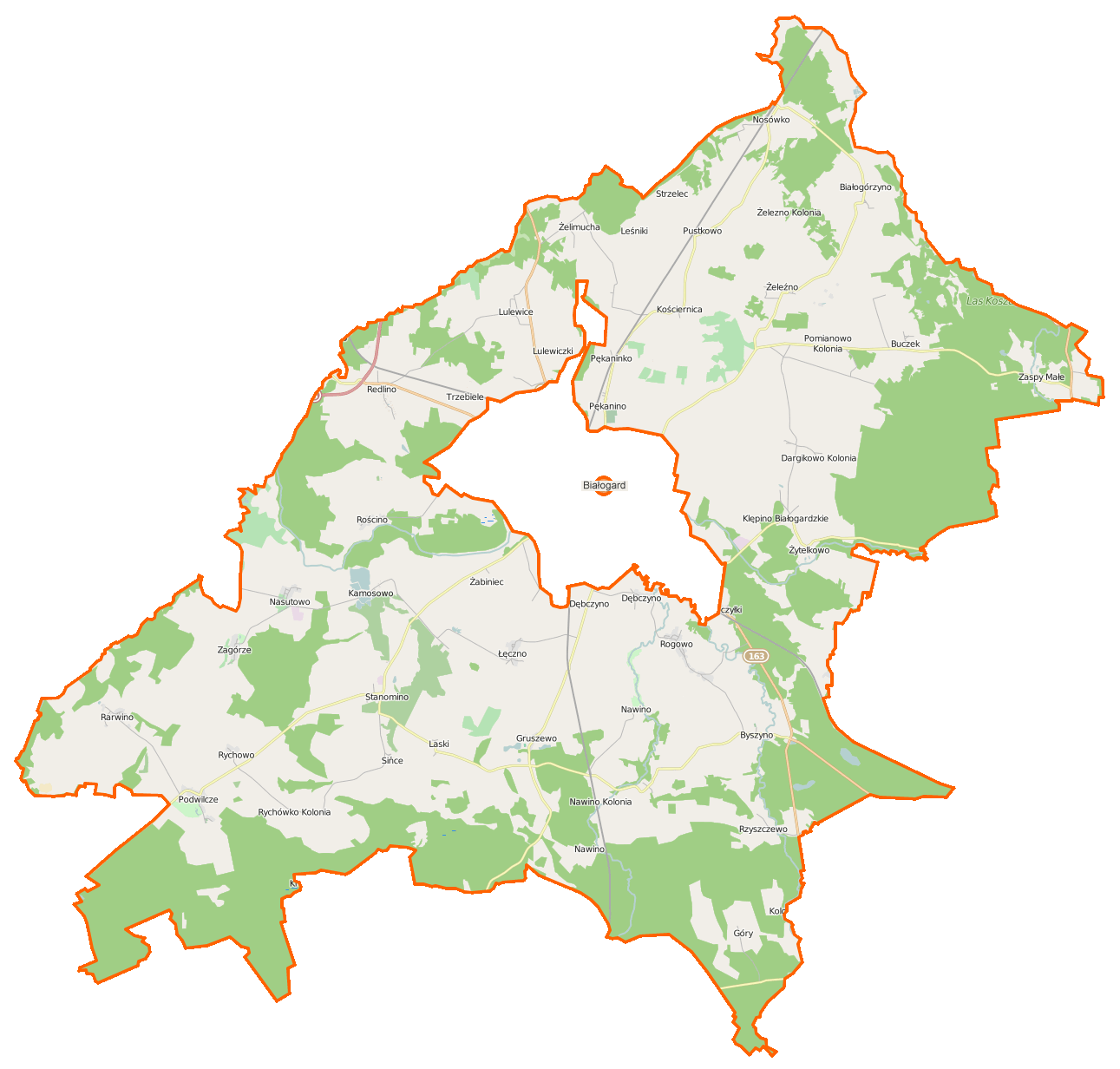
Carte de la gmina de Białogard.